# ウェンマン・ジョセフ・バセットローク

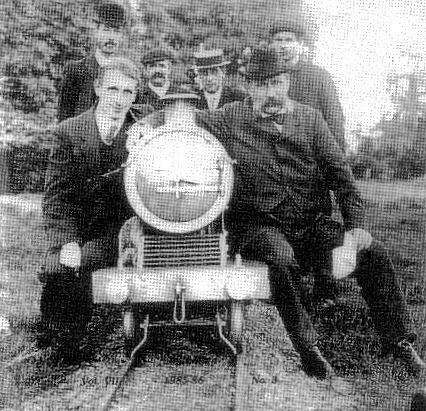

ウェンマン・ジョセフ・バセット=ローク（Wenman Joseph Bassett-Lowke、1877年12月27日 - 1953年10月21日）は、イギリスの模型技術者。ノーサンプトン出身。組み立てセットや鉄道模型、船舶模型等を生産したバセット・ロークを創業した。
現在では博物館になっている彼の家を改装した建築家で設計者であるチャールズ・レニー・マッキントッシュの後援者になったり、同様に彼の会社の意匠を手がけたE・W・トワイニングのステンドグラスを購入したりした。ビングのようなドイツの玩具製造業者達と密接な関係を築き、ドイツ工作連盟の機構のようなドイツ製の先進的で独創的な設計を取り入れた。
バセット ロークは13歳で学校を離れたものの、彼の旅行と彼の人生で出会った人々との交流に彼の多くのアイディアを吸収した。
彼の会社は各地に進出したが、彼自身はノーサンプトンを離れようとはせず、様々な団体の発起人に名を連ね、ノーサンプトンの発展に貢献した。2011年にはニーン川の川岸付近に彼の功績を称える像が建立された。

## 家族
父ジョゼフ・バセットはノーサンプトンでボイラー工をしていた。母はその妻イライザ。
妻はフローレンス・ジェーン・ジョーンズ（1886年5月9日 - 1973年2月8日）。1917年3月21日に結婚した。

## 文献
- Wenman Joseph Bassett-Lowke: A Memoir of His Life and Achievements, 1877-1953 - Janet Bassett-Lowke, John Milner ISBN 978-1-900622-01-1
- The Bassett-Lowke Story - Roland Fuller ISBN 0-904568-34-2